# Abenakis

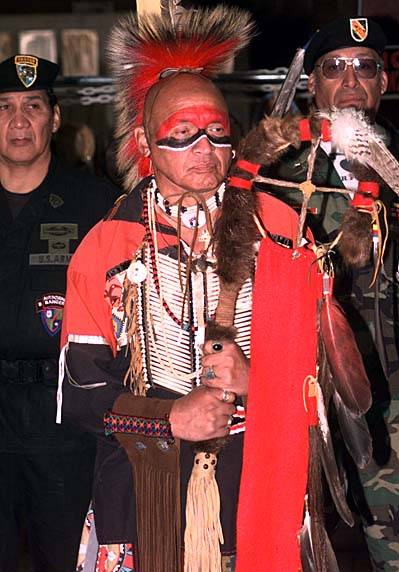
Ted Wood, koreakrigsveteran och abenakiindian vid en pow-wow för amerikanska indianveteraner 2003.

Abenakis är en nordamerikansk indianstam, vars jaktmarker traditionellt sträckte sig söder om Saint Lawrencefloden från trakten av Montréal och österut (Québec), samt en bit in i nordöstra USA (Maine, New Hampshire, Vermont). Från att ha varit uppskattningsvis 40 000 kom stammen att kraftigt decimeras genom kontakt med de europeiska kolonisatörerna och var vid tiden för amerikanska revolutionen nere i cirka 1 000 indvider. Vid folkräkningen 2000 i USA rapporterade 5 472 människor att de räknade sig som helt eller delvis Abenaki.

## Traditionella bosättningsområden

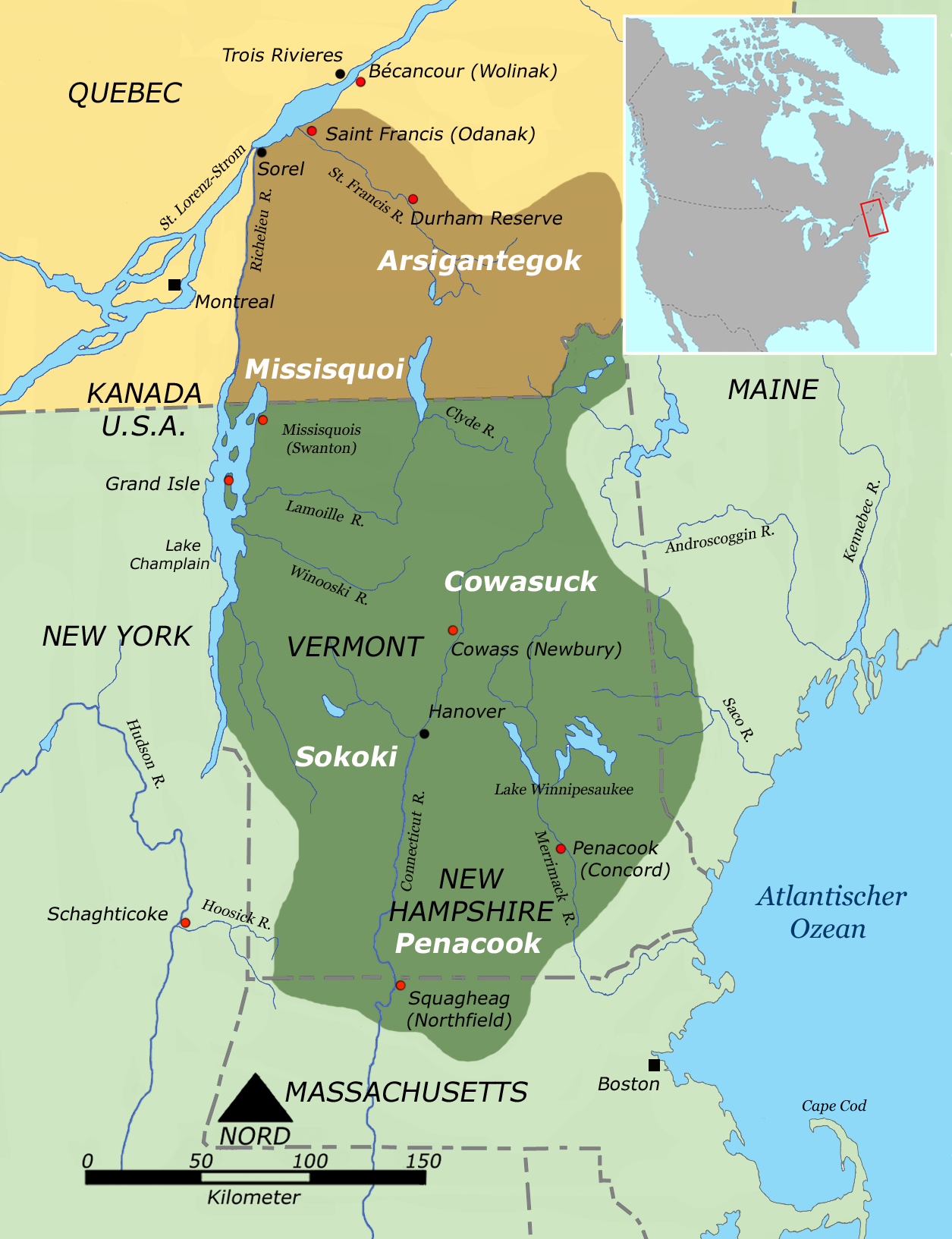
Västliga abenakis
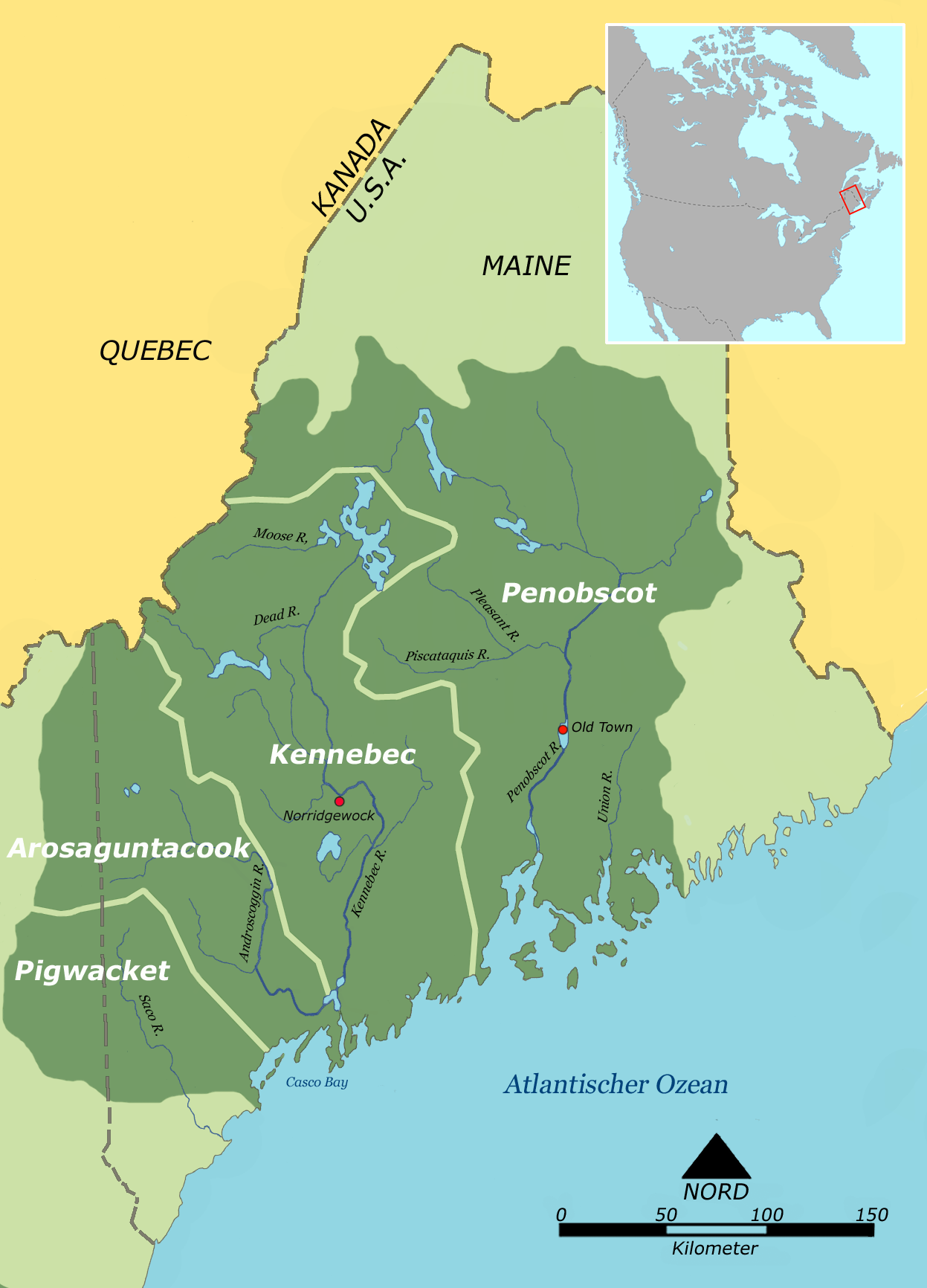
Östliga abenakis

Abenakis var en sammanslutning av ett flertal stammar. Deras bosättningar delas ofta in ett östra och ett västra område. Östra Abenakis hade bosättningar i Maine, och också öster om Vita bergen i New Hampshire. De bodde också i Kanadas provinser New Brunswick och Nova Scotia. Västra Abenakis bosättningar omfattade delar av Vermont och New Hampshire, och delvis norra Massachusetts.  Abenakis var uppdelade i östliga och västliga stammar, av vilka de viktigaste kallades Missiquoi och Sokoki i väster och Pigwackets, Arosaguntacooks, Kemebecs och Penobscots i öster. Stammarna var allierade med varandra på grund av hotet från irokeserna.
2000 fanns reservat för Abenakis i Maine och ytterligare två i Kanada. Andra mindre grupper av Abenakis disponerar inga reservat utan är spridda över norra New England och Québec och New Brunswick i Kanada.

## Historia
Abenakis tillhörde en konfederation av stammar med benämningen Wabanaki, som utgjordes av olika stammar som talade Algonquian-språk. Sammanslutningen skapades i mitten av 1600-talet för stammarnas gemensamma försvar mot Irokeskonfederationen. Irokeserna hade tömt sina jaktmarker på pälsdjur och riktade anfall mor sina grannar i avsikt att vinna nya territorier för jakt. Striderna fick ytterligare kraft genom Irokesförbundets samarbete med britterna. Under 1600-talet var England och Frankrike i luven på varandra. Båda de europeiska länderna gjorde anspråk stora amerikanska landområden och försökte behärska landområdet. Abenaki blev genom kriget mot irokeserna pro-franska. På sina ursprungliga marker levde de främst på majsodling i kombination med bönor och squash och älgjakt och fiske på vintrarna. De fiskade i både sötvatten och i havet.
Tidigt på 1600-talet stred Abenaki mot Pawtuckets och Mi'kmaq. Under 1660- och 1670-talen startade konflikten med irokeserna, och en del av stammen migrerade till Kanada och till de stora sjöarna. Under 1600-talets slut bodde omkring 600 Abenakis i Kanada. De flesta av dessa 600 härstammade då från Sokokistammen som hade flyttat till Saint-François-du-Lac  i Quebec. Bakgrunden var att Abenakis hade allierat sig med fransmännen mot irokeserna. 1706 upprättades en jesuitisk missionsstation vid Saint-François-du-Lac. Förutom mot irokeserna stred även Abenakis mot de engelska kolonialisterna i New England. Det första kriget mor engelsmännen bröt ut när Abenakis understödde Pokanokets i kriget mot britterna 1675–1678. Under det kriget tiillfångatog britterna 900 medlemmar av abenakistammen. De tillfångatagna bodde i New Hampshire och deltog inte i striderna. De såldessedan som slavar. Under slutet av 1600-talet strömmade indianer av olika ursprung till norr i Nordamerika. Delar av flyktingarna gick samman med Abenakis. Abenaki blev åter indragna i krig mot britterna 1688–1699. Efter bara tre år började nästa krig och detta krig varade i 10 år. Men i detta krig var Abenaki mot fransmännen. Under kriget drabbades abenakis bosatta i Maines ocg de minskade starkt i antal. Konflikten med britterna fortsatte i krig 1721–1727, 1745–1748 och 1754–1760. Under dessa krig flyttade majoriteten av de återstående stammedlemmarna till Kanada, till de områden där de bott sedan 1600-talet.  Under det amerikanska frihetskriget splittrades Abenakikrigarna. De som bodde på den amerikanska sidan gränsen stred på amerikanernas sida, Med de som var bosatta i Kanada då stod på britternas sida.

## Befolkning och epidemier
Befolkningen minskade från 40 000 på 1600-talet till några tusen. På senare år har den börjat öka igen, med stöd av Quebecs politik till förmån för ursprungsbefolkningen. Det var särskilt smittkoppor och mässling  som importerats från den gamla världen, och senare stamkrig och koloniala krig som var ansvariga för denna utrotning. Uppskattningar att det fanns 40 000 abenakier innan européerna anlände till Amerika är naturligtvis något osäkra uppskattningar. Uppskattningar menar att 20 000 tillhörde den östra stammen, 10 000 den västra stammen och resterande 10 000 bodde i de maritima provinserna nära Atlanten. Redan de första kontakterna med europeiska fiskare på 1500-talet spred två stora epidemier hos ursprungsbefolkningen. Den första mellan 1564 och 1570 orsakades av en okänd sjukdom. Den andra var tyfus 1586. Flera epidemier inträffade senare före den engelska koloniseringen av Massachusetts 1620. Tre olika sjukdomar härjade i New England och den kanadensiska kusten. Maine drabbades mycket hårt 1617 av en epedemi med en dödlighet på 75 %. Befolkningen i av de östra stammarna i Abenaki minskade till omkring 5 000 personer. Västra Abenakifolket var mer isolerade och drabbades lite mindre, men förlorade hälften av sin befolkning. Nya sjukdomar fortsatte att decimera befolkningen, med början med smittkoppor 1631, 1633 och 1639. Sju år senare drabbades ursprungsbefolkningen av en oidentifierad sjukdom, som följdes av influensa året därpå. Smittkoppor återkom 1649 och difteri 10 år senare. Smittkoppor slog till igen 1670 och influensa 1675. Smittkoppor drabbade återigen alla ursprungsbefolkningar i regionen 1677, 1679 och 1687 tillsammans med mässlingen. Andra epidemier spred sig 1691, 1729, 1733, 1755 och slutligen 1758.
Befolkningen i Abenaki fortsatte att minska, men 1676 stabiliserades deras befolkning gradvis, efter tillskott av tusentals flyktingar från flera andra stammar i södra New England som fördrivits från sina bosättningen och kung Filips krig. Detta tillskott av flyktingar från krig med engelska nybyggare blandade stammen med flyktingarna. På grund av detta kan ättlingar till nästan varje Algonquian-stam i södra New England hittas bland Abenaki-folket. Ett sekel senare fanns bara ett tusental Abenaki efter det amerikanska frihetskriget. Sedan dess har deras befolkning långsamt ökat till 12 000 i USA och Kanada.
I USA:s folkräkning 1990 identifierade sig 1 549 personer  som Abenaki och 2000 hade antalet växt till 2 544 personer med 6 012 personer som hävdade ett ursprung i Abenaki-arvet.
| År   | Samhällen        | Total | Invånare | Icke-bosatta på reservatet |
| ---- | ---------------- | ----- | -------- | -------------------------- |
| 2004 | Odanak           | 1 852 | 306      | 1 546                      |
| 2004 | Wôlinak          | 222   | 70       | 152                        |
| 1991 | Abenaki (totalt) | 945   | ?        | ?                          |
| 2004 | Abenaki (totalt  | 2 074 | 376      | 1 698                      |
| 2006 | Abenaki (totalt) | 2 164 | ?        | ?                          |

## Abenaskier i modern tid
Ett flertal av de Abenakis som bor i Kanada har också vita anor. De har integrerats i den omgivande majoritetskulturen i landet. Men vid sidan av denna utveckling har projekt med turism gjort det möjligt för kanadensiska Abenakis att utveckla en modern ekonomi, samtidigt som de kunnat bevara sin kultur och traditioner. Odanak Historical Society har sedan 1960, har drivit det första och ett av de största museerna för ursprungsbefolkningen i Quebec. Tusentals människor besöker Abenaki-museet varje år. Flera företag drivs av abenakis. I Wôlinak, sysselsätter General Fiberglass Engineering ett dussin infödda. Företaget har en årsomsättning på över 3 miljoner kanadadollar. I USA har har också abenakis kultur bevarats. Federalt erkända stammar i Maine är Penobscot Indian Nation, Passamaquoddy-folket och Houlton Band of Malisee. I USA lever abenakis främst i området runt Old Town, Maine och  i norra Vermont. Det är bara abenakis i Maine som har officiell status som ursprungsfolk. Abenakis status i Vermont är omstritt men man har ansökt om en liknande status. Abenakis och passamaquods har en gemensam representant i Maines lagstiftande församling. 